# Stazzona (Włochy)
Stazzona – miejscowość i gmina we Włoszech, w regionie Lombardia, w prowincji Como.
Według danych na rok 2004 gminę zamieszkiwały 674 osoby, 96,3 os./km².